# Víctor Curto
Víctor Curto Ortiz (Tortosa, 17 de junio de 1982) es un futbolista español que actualmente juega como delantero en el Club Deportivo Quintanar del Rey del Grupo XVIII de Tercera División.

## Trayectoria
Ha defendido los colores de Club Deportivo Tortosa, Fútbol Club Barcelona C, Fútbol Club Barcelona B, Valencia Mestalla, Sociedad Deportiva Huesca, Sant Andreu, Reus Deportivo, Gavà, Terrassa, Alcoyano, Girona, Albacete, Real Jaén, KAS Eupen, Linares Deportivo y Real Murcia. 
El jugador de Tortosa concluyó la temporada 2009/10 marcando 20 goles en la competición liguera y dos en Copa del Rey con el Alcoyano, siendo el tercer máximo goleador del Grupo III de Segunda B.
Durante la temporada 2010/11 Víctor Curto jugó en el Girona de Segunda División. Posteriormente ficha por el Albacete Balompié en la temporada 2011/12. Marcó un gol en el Vicente Calderón ante el Atlético de Madrid en la vuelta de los dieciseisavos de la Copa del Rey a los 19 segundos del inicio del encuentro que dio el pase a octavos al equipo manchego tras sentenciar con este gol la ventaja de la ida.
En julio de 2013 firma por el Real Jaén CF de Segunda División, llegando libre desde el Albacete Balompié.
El 18 de julio de 2014 firma por el equipo belga del KAS Eupen, de la Proximus League hasta enero de 2016 en que es anunciado su regreso al Albacete Balompié de la Segunda División donde jugará hasta final de temporada, con opción a otra más.
El 30 de agosto de 2016 firma por el Linares Deportivo de la Segunda División B. 
En el mercado invernal de la temporada 2016/2017, pasa a formar parte de la disciplina del Real Murcia donde permaneció hasta la campaña 20/21.
En la temporada 2017-2018 se proclamó máximo goleador de la Copa del Rey con seis goles como jugador del Real Murcia.
El 28 de junio de 2021, se anuncia de forma oficial su fichaje por el Club Deportivo Quintanar del Rey de la Tercera División RFEF.

## Clubes
| Club                             | País    | Temporada |
| -------------------------------- | ------- | --------- |
| Club Deportivo Tortosa           | España  | 1998–1999 |
| Fútbol Club Barcelona C          | España  | 1999–2000 |
| Fútbol Club Barcelona C          | España  | 2000–2001 |
| Fútbol Club Barcelona B          | España  | 2000–2001 |
| Fútbol Club Barcelona C          | España  | 2001–2002 |
| Fútbol Club Barcelona C          | España  | 2002–2003 |
| Fútbol Club Barcelona C          | España  | 2003–2004 |
| Fútbol Club Barcelona B          | España  | 2003–2004 |
| Valencia Mestalla                | España  | 2003–2004 |
| Sociedad Deportiva Huesca        | España  | 2004–2005 |
| Sant Andreu                      | España  | 2005–2006 |
| Reus Deportivo                   | España  | 2006–2007 |
| Gavà                             | España  | 2007–2008 |
| Terrassa                         | España  | 2008–2009 |
| Alcoyano                         | España  | 2009–2010 |
| Girona                           | España  | 2010–2011 |
| Albacete Balompié                | España  | 2011–2012 |
| Albacete Balompié                | España  | 2012–2013 |
| Real Jaén                        | España  | 2013–2014 |
| KAS Eupen                        | Bélgica | 2014–2015 |
| KAS Eupen                        | Bélgica | 2015–2016 |
| Albacete Balompié                | España  | 2015–2016 |
| Linares Deportivo                | España  | 2016–2017 |
| Real Murcia                      | España  | 2016–2021 |
| Club Deportivo Quintanar del Rey | España  | 2021–2022 |